# Mandeep Singh
Pour les articles homonymes, voir Singh.
Mandeep Singh né le 25 janvier 1997 est un joueur professionnel indien de hockey sur gazon qui joue actuellement comme attaquant pour les Delhi Waveriders dans le Championnat indien et l'Inde.

## Carrière

### Début de carrière
Singh a joué au hockey sur gazon en tant que jeune joueur pour la Surjit Hockey Academy, basée dans sa ville natale de Jalandhar, au Pendjab.

### Ranchi Rhinos
Le 16 décembre 2012, Singh a été présenté à la toute première vente aux enchères du Championnat d'Inde de hockey sur gazon par la franchise Ranchi Rhinos pour une enchère gagnante de 13 000 $. Il a fait ses débuts avec les Rhinos le 16 janvier 2013 contre les Punjab Warriors au Surjit Hockey Stadium lors du tout premier match de Ranchi en Championnat indien de leur histoire et il a marqué le deuxième but pour le équipe 50 minutes après le début du match alors que les Rhino ont manqué de 2 à 1 vainqueurs. Il a ensuite marqué son deuxième but de la saison lors du match suivant contre Mumbai Magicians le 18 janvier 2013 au Astroturf Hockey Stadium à Ranchi, Jharkhand quand il a marqué 22 minutes dans le match alors que Ranchi a remporté le match 3-1. Singh a ensuite marqué son troisième but de la saison le 23 janvier 2013 contre Delhi Waveriders au stade de hockey Astroturf lorsqu'il a marqué 60 minutes après le début du match; cependant, son but n'était pas suffisant car Ranchi a perdu le match 4–5. Il a ensuite marqué son premier doublé de sa carrière le 26 janvier 2013 contre Uttar Pradesh Wizards au Dhyan Chand Astroturf Stadium quand il a marqué 58 minutes de jeu ainsi que 67 minutes de jeu alors qu'il menait Ranchi à une victoire 3-1. Singh a ensuite remporté son premier prix d'homme du match le 28 janvier 2013 après avoir marqué le but gagnant pour Ranchi Rhinos contre les Magiciens de Mumbai au stade de hockey Astroturf lorsqu'il a réussi à trouver le filet 49 minutes après le début du match pour donner à Ranchi un 2–1 victoire.
Singh a ensuite commencé le mois de février avec un but le 2 février 2013 contre les Punjab Warriors au stade de hockey Astroturf lorsqu'il a trouvé le filet 34 minutes après le début du match alors que Ranchi faisait match nul 1–1. Il a ensuite marqué son dernier but de la saison régulière le 4 février 2013 contre les Punjab Warriors au Surjit Hockey Stadium quand il a marqué 62 minutes après le début du match alors que Ranchi Rhinos gagnait 3–2.
Singh a ensuite disputé son premier match pour Ranchi Rhinos lors des barrages de la Hockey India League le 9 février 2013 contre les Uttar Pradesh Wizards au Astroturf Hockey Stadium en demi-finale au cours desquelles il a aidé Ranchi Rhinos à atteindre la finale de la Hockey India League. avec deux buts, il a marqué après 5 minutes de jeu et 66 minutes de jeu ; Ranchi a remporté le match 4–2. Puis, lors de la finale, Singh a réussi à aider Ranchi Rhinos à remporter le titre de champion contre les Waveriders de Delhi le 10 février 2013 au stade de hockey Astroturf.
Après la fin de la saison, Singh a remporté le trophée Ponty Chadha du joueur à venir du tournoi de la Hockey India League après avoir marqué dix buts en treize matchs et avoir été le deuxième meilleur buteur tout au long du tournoi.

### International
Après une performance incroyable au cours de la saison 2013, Singh a ensuite fait ses débuts dans l'équipe nationale le 18 février 2013 lors du deuxième tour de la Ligue mondiale 2012-2013 contre les Fidji dans laquelle l'Inde a mis en déroute l'opposition pour sortir vainqueur 16–0. Singh a ensuite marqué son tout premier but international le 20 février 2013 contre Oman dans lequel il a marqué 42 minutes après le début du match alors que l'Inde manquait 9-1 vainqueurs.

## Statistiques
Mise à jour le 23 février 2013

### Domestique
| Club              | Saison            | Ligue      | Ligue |
| Club              | Saison            | Sélections | Buts  |
| ----------------- | ----------------- | ---------- | ----- |
| Ranchi Rhinos     | 2013              | 15         | 12    |
| Total en carrière | Total en carrière | 13         | 10    |

### International
| Pays              | Année             | Tournois   | Tournois |
| Pays              | Année             | Sélections | Buts     |
| ----------------- | ----------------- | ---------- | -------- |
| Inde              | 2013              | 4          | 2        |
| Total en carrière | Total en carrière | 4          | 1        |

## Honneurs

### Domestique

#### Ranchi Rhinos
- Championnat d'Inde: 2013

### Individuel
- Trophée Ponty Chadha du prochain joueur du tournoi (2013)
- Meilleur joueur junior de la Finale de la ligue mondiale de hockey sur gazon masculin 2012-2013 (2014)